# Infância e juventude de Dilma Rousseff
Dilma Rousseff, a 36ª Presidente do Brasil, nasceu em 14 de dezembro de 1947 em Belo Horizonte, Minas Gerais. Dilma é filha de Pedro Rousseff, um advogado e empreendedor búlgaro naturalizado brasileiro, e Dilma Jane Coimbra Silva, uma dona de casa.
Dilma cursou o ensino primário e secundário em escolas de Belo Horizonte. Em 1964 ingressou no Colégio Estadual Central. Nessa escola pública o movimento estudantil era ativo, especialmente por conta do recente golpe militar. Ela ingressou em movimentos contra a ditadura, como a Organização Revolucionária Marxista Política Operária (Polup) e o Comando de Libertação Nacional (COLINA).
Em 1967, casou-se com Cláudio Galeno de Magalhães Linhares, mas o relacionamento durou poucos anos. Em 1969, iniciou um relacionamento com Carlos Araújo, com quem se mudou para Porto Alegre. Lá, ela ajudou nas campanhas políticas do marido e teve sua primeira e única filha, Paula.

## Família, infância e primeiros anos

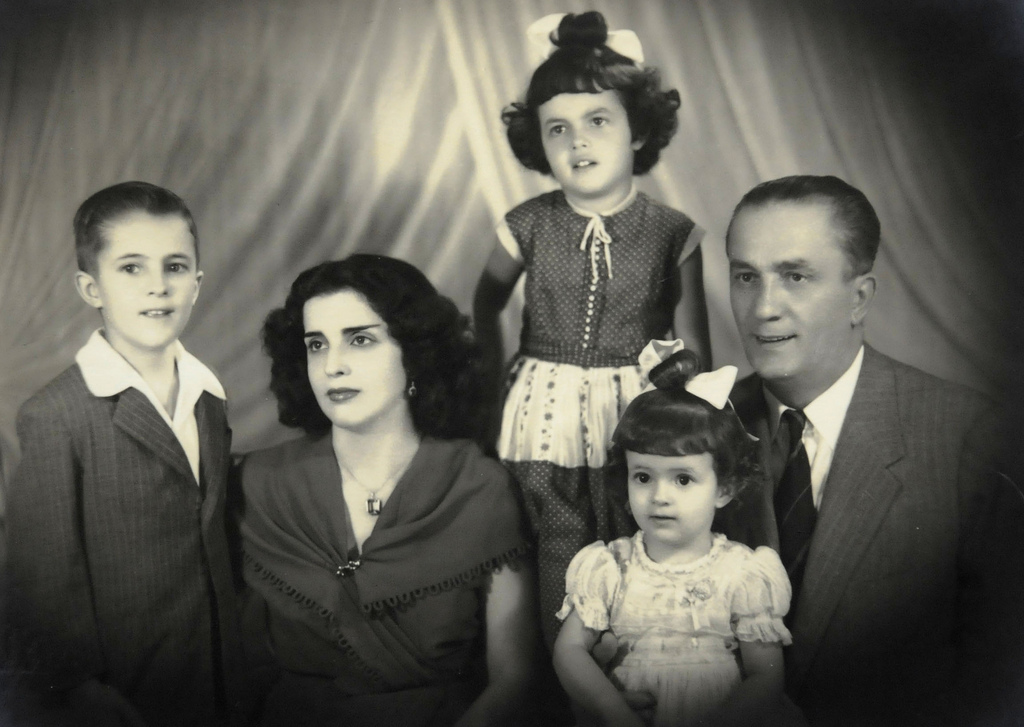
A família Rousseff (da esquerda para a direita): o filho mais velho, Igor; a mãe, Dilma Jane Coimbra Silva; as filhas Dilma Vana e Zana Lúcia; e o pai, Pedro.

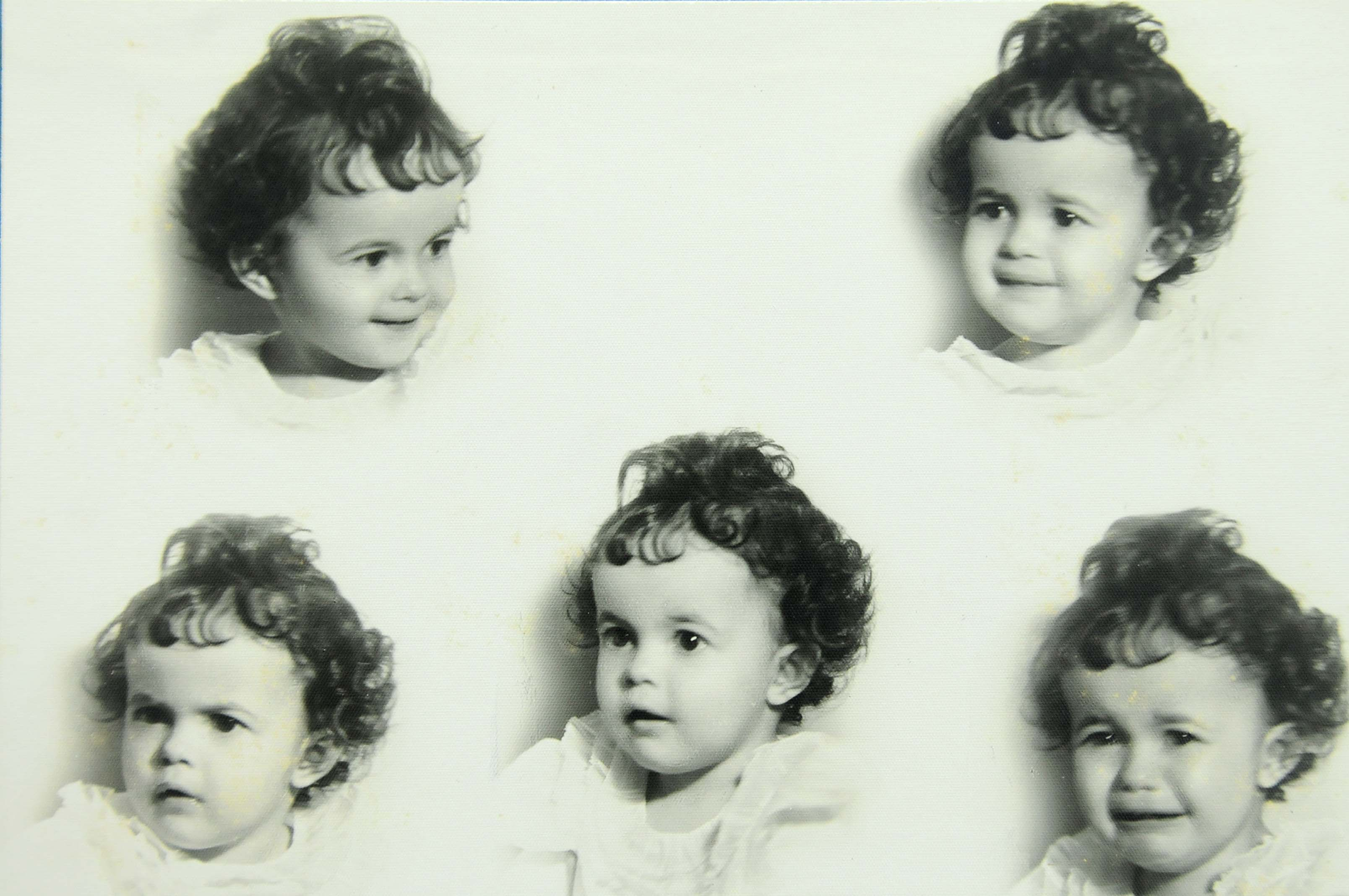
Fotos de Dilma ainda bebê.

Dilma é filha do advogado e empreendedor búlgaro naturalizado brasileiro Pedro Rousseff e da dona de casa Dilma Jane Coimbra Silva. Seu pai, parente distante do escritor Ran Bosilek, manteve estreita amizade com a poetisa búlgara Elisaveta Bagriana. Foi filiado ao Partido Comunista da Bulgária e frequentava os círculos literários na década de 1920. Chegou ao Brasil no fim da década de 1930 e formou uma nova família no país, deixando na Bulgária, em 1929, a esposa grávida, a dona de casa Evdokia Yankova, e o filho Luben, nascido em abril de 1930. Luben, falecido em 2007, era engenheiro de barragens e afirmou que Pedro Rousseff deixara a Bulgária não por razões políticas, mas por causa da falência.
Pedro viveu em Buenos Aires e, anos depois, voltou ao Brasil, fixou-se em São Paulo e prosperou. Em uma viagem a Uberaba, conheceu Dilma Jane Coimbra Silva, mãe da ex-presidenta Dilma Rousseff, moça fluminense de Nova Friburgo, professora de vinte anos criada no interior de Minas Gerais, onde seus pais eram pecuaristas. Casaram e fixaram residência em Belo Horizonte, onde tiveram três filhos: Igor, Dilma Vana e Zana Lúcia (falecida em 1976).
Pedro Rousseff trabalhou para a siderúrgica Mannesmann, além de trabalhar com construções e com venda de imóveis. Vencido o preconceito inicial da comunidade local contra os estrangeiros búlgaros, passaram a frequentar as associações mais tradicionais da região. Incentivada pelo pai, Dilma adquiriu cedo o gosto pela leitura. Falecido em 1962, Pedro Rousseff deixou de herança por volta de 15 imóveis de valor.

### Escola
De 1952 a 1954, cursou a pré-escola no colégio Izabela Hendrix e a partir de 1955 iniciou o ensino fundamental no Colégio Nossa Senhora de Sion (atual Colégio Santa Dorotéia), em Belo Horizonte. Em 1964 prestou concurso e ingressou no Colégio Estadual Central (atual Escola Estadual Governador Milton Campos), ingressando na primeira série do clássico (ensino médio). Nessa escola pública o movimento estudantil era ativo, especialmente por conta do recente golpe militar. De acordo com ela, foi nessa escola que ficou "bem subversiva" e que percebeu que "o mundo não era para debutante". Ainda em 1964, ingressou na Política Operária (POLOP), uma organização fundada em 1961, oriunda do Partido Socialista Brasileiro, onde militou ao lado de José Aníbal. Seus militantes logo viram-se divididos em relação ao método a ser utilizado para a implantação do socialismo: enquanto alguns defendiam a luta pela convocação de uma assembleia constituinte, outros preferiam a luta armada. Dilma ficou com o segundo grupo, que deu origem ao Comando de Libertação Nacional (COLINA). Para Apolo Heringer, que foi dirigente do COLINA em 1968 e havia sido professor de Dilma na escola secundária, a jovem fez opção pela luta armada depois que leu Revolução na Revolução, de Régis Debray, filósofo e intelectual francês que na época havia se mudado para Cuba e ficara amigo de Fidel Castro. Segundo Heringer, "O livro incendiou todo mundo, inclusive a Dilma".
Foi nessa época que conheceu Cláudio Galeno de Magalhães Linhares, cinco anos mais velho, que também defendia a luta armada. Galeno ingressara na POLOP em 1962, havia servido no Exército, participara da sublevação dos marinheiros por ocasião do golpe militar e fora preso na Ilha das Cobras. Casaram-se em 1967, apenas no civil, depois de um ano de namoro.

## Ditadura militar

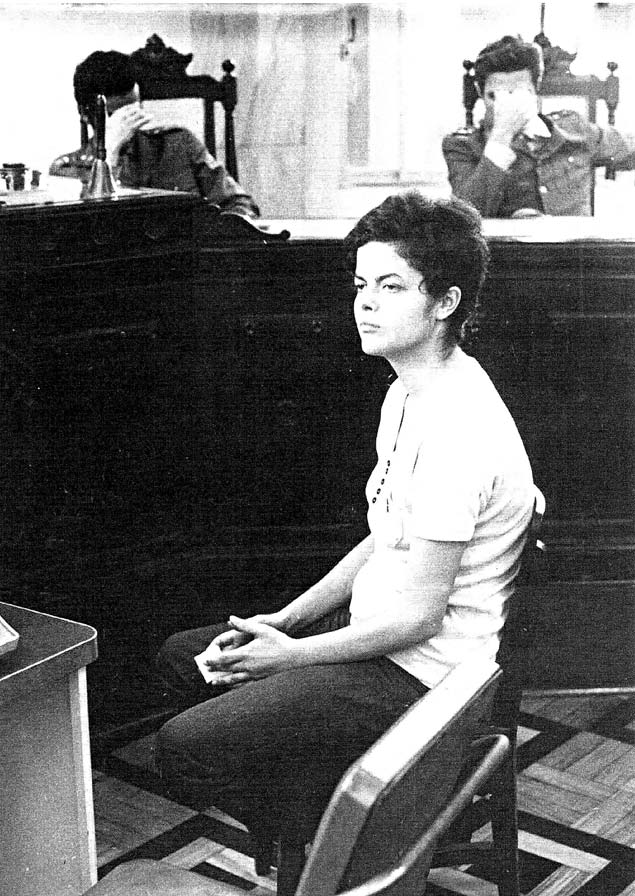
Em 1970, durante audiência em um tribunal militar depois de 22 dias de tortura. Notar que os juízes escondem os rostos.

### Atuação no COLINA
Segundo companheiros de militância, Dilma teria desenvoltura e grande capacidade de liderança, impondo-se perante homens acostumados a mandar. Não teria participado diretamente das ações armadas, pois era conhecida por sua atuação pública, contatos com sindicatos, aulas de marxismo e responsabilidade pelo jornal "O Piquete". Apesar disso, aprendeu a lidar com armas e a enfrentar a polícia.
No início de 1969, o COLINA em Minas Gerais resumia-se a algumas dezenas de militantes, com pouco dinheiro e com poucas armas. Suas ações haviam-se resumido a quatro roubos a bancos, alguns furtos de carros e dois atentados a bomba que não fizeram vítimas. Em 14 de janeiro, com a prisão de alguns militantes após um assalto a banco, os demais reuniram-se para discutir como libertá-los. Porém, ao amanhecer foram surpreendidos com a ação da polícia na casa em que estavam. Reagiram usando uma metralhadora do grupo para matar dois policiais e ferir um terceiro.
Dilma e Galeno passaram a dormir cada noite em um local diferente, já que o apartamento em que moravam era também frequentado por um dos líderes da organização que fora preso. Precisaram, pois, voltar ao apartamento escondidos, para destruir documentos da organização. Permaneceram algumas semanas em Belo Horizonte, tentando reorganizar o que sobrara do grupo. Cientes de que as casas de seus pais eram vigiadas (a família não conhecia o grau de envolvimento de Dilma com essas atividades), Galeno ainda teve que passar por uma modificação de fisionomia, pois um retrato falado seu havia sido elaborado e divulgado alegando que Galeno havia sido um dos participantes do assalto ao banco (fato negado por ele). Em março, o apartamento foi invadido, porém nenhum documento interno da organização foi encontrado. Perseguidos na cidade, a organização ordenou que fossem para o Rio de Janeiro. Dilma tinha 21 anos e concluíra o segundo ano de Economia.
| “ | Há uma perda intrínseca para o país quando essa experiência de uma juventude que se jogou na luta democrática, se jogou no combate para construir um país melhor, é perdida por morte | ” |

Era grande a quantidade de mineiros da organização no Rio (inclusive Fernando Pimentel, que tinha 18 anos quando a perseguição foi iniciada, e recusou-se a obedecer as ordens de seu pai para entregar-se ao Exército, entrando, pois, na clandestinidade), sem que houvesse infraestrutura para abrigar a todos. Dilma e Galeno ficaram um período na casa de uma tia de Dilma, que imaginava que o casal estava de férias. Mais tarde, ficaram num pequeno hotel e, a seguir, num apartamento, até Galeno ser enviado pela organização a Porto Alegre. Dilma permaneceu no Rio, onde ajudava a organização, participando de reuniões, bem como no transporte de armas e dinheiro. Nessas reuniões, conheceu o advogado gaúcho Carlos Franklin Paixão de Araújo, então com 31 anos, por quem se apaixonou e com quem viria a viver por cerca de 30 anos. Araújo era chefe da dissidência do Partido Comunista Brasileiro (PCB, na época também conhecido como o "Partidão"), e abrigara Galeno em Porto Alegre. A separação de Galeno e Dilma foi pacífica. Como afirmou Galeno, "naquela situação difícil, nós não tínhamos nenhuma perspectiva de formar um casal normal".
Araújo era filho de um renomado advogado trabalhista e havia começado cedo na militância, no PCB. Tinha viajado pela América Latina (inclusive conhecendo Fidel Castro e Che Guevara) e já havia sido preso por alguns meses em 1964. Com a edição do AI-5, em 1968, ingressou na luta armada. No início de 1969 passou a tratar da fusão de seu grupo com o COLINA e a Vanguarda Popular Revolucionária (VPR), liderada por Carlos Lamarca. Dilma participou de algumas reuniões sobre a fusão, que acabou formalizada em duas conferências em Mongaguá, originando a Vanguarda Armada Revolucionária Palmares (VAR-Palmares). Dilma e Araújo estiveram presentes, e Lamarca, que teria tido impressão de ser Dilma "metida a intelectual". Ela teria defendido trabalho político pelas bases, criticando a visão militarista característica da VPR.

### Na VAR-Palmares
Carlos Araújo foi escolhido como um dos seis dirigentes da VAR-Palmares, que se autointitulava "uma organização político-militar de caráter partidário, marxista-leninista, que se propõe a cumprir todas as tarefas da guerra revolucionária e da construção do Partido da Classe Operária, com o objetivo de tomar o poder e construir o socialismo".
De acordo com Maurício Lopes Lima, um integrante de buscas da Operação Bandeirante (Oban), estrutura que integrava o serviço de inteligência das Forças Armadas (onde teriam sido realizados atos de tortura), Dilma era a grande líder da organização clandestina VAR-Palmares. Usando vários codinomes, como Estela, Luísa, Maria Lúcia, Marina, Patrícia e Wanda, teria recebido epítetos superlativos dos relatórios da repressão, definindo-a como "um dos cérebros" dos esquemas revolucionários. O delegado Newton Fernandes, que investigou a organização clandestina em São Paulo e traçou o perfil de dezenas de integrantes, afirma que Dilma era uma das molas mestras dos esquemas revolucionários. O promotor que denunciou a organização chamou-a "Joana d’Arc da subversão", a chefiar greves e assessorar assaltos a bancos, que Dilma contesta, dizendo nada lembrar das tantas ações que lhe atribuem. O militante Darcy Rodrigues, braço direito de Carlos Lamarca, diz que ela era ligação entre os comandos nacional e regionais.

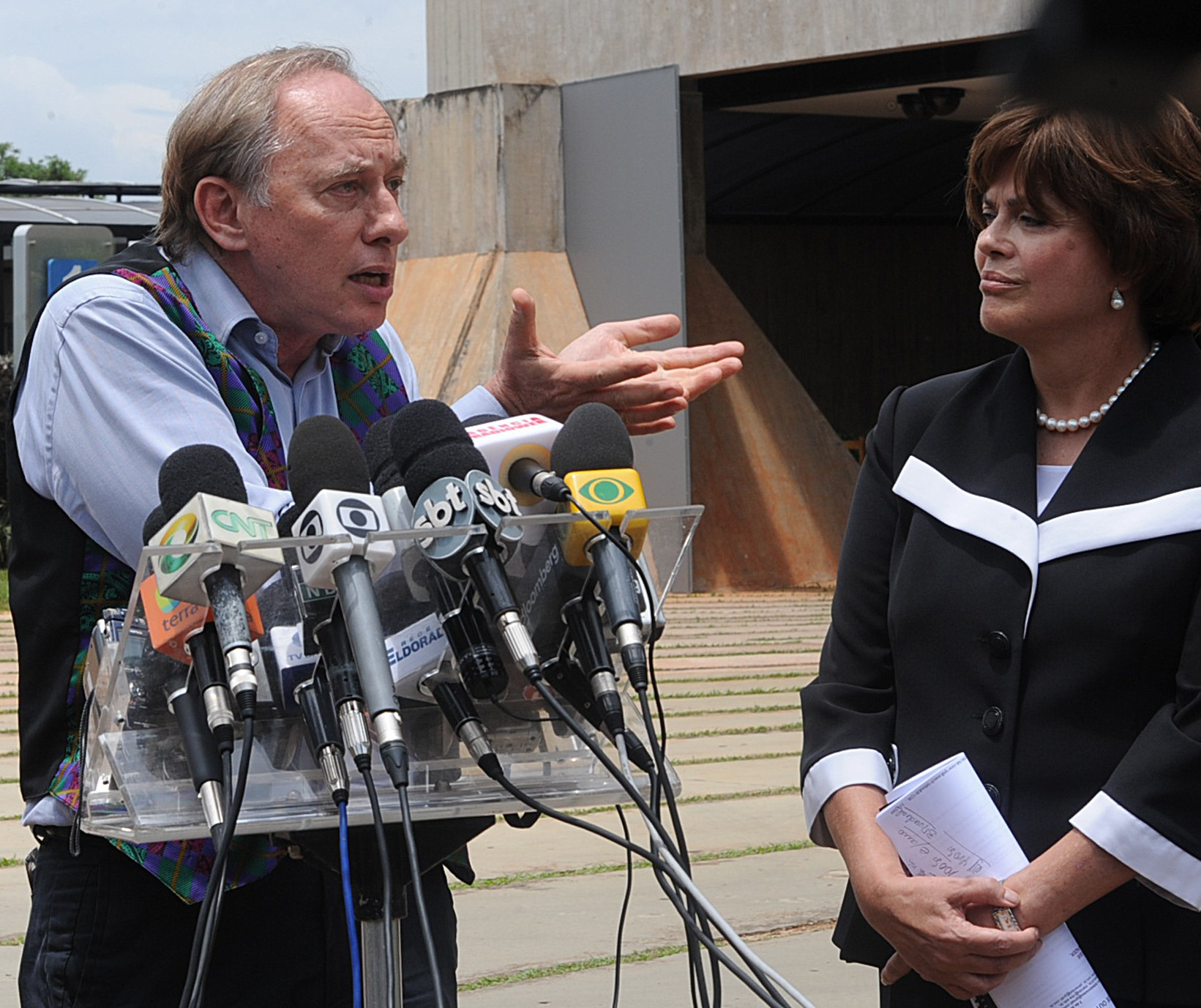
Companheiro de Dilma na VAR Palmares, Carlos Minc sustenta que ela não tinha papel de destaque na organização, versão contestada por outros.

Em 18 de junho de 1969, na capital fluminense, Dilma teria sido a organizadora do roubo de um cofre de Ademar de Barros, ex-governador de São Paulo e reputado pela guerrilha como símbolo da corrupção, de onde foram subtraídos 2,5 milhões de dólares estadunidenses. Carlos Minc, que foi seu colega na organização clandestina VAR-Palmares e estava entre os militantes que invadiram a casa da suposta amante do ex-governador, negou a participação de Dilma e afirmou, ainda, que é exagerada a versão de que Dilma tenha sido a líder da organização: na época ela seria apenas uma participante sem destaque especial. Em pelo menos três ocasiões, Dilma também negou participação no evento. Depoimentos e relatórios policiais indicavam que coube a Dilma administrar o dinheiro, pagar salários de militantes, encontrar abrigo para o grupo e comprar um Fusca. Dilma afirma lembra-se apenas do automóvel, mas nega que tenha sido a responsável pela administração do dinheiro.
A VAR-Palmares teria também planejado em 1969 o sequestro de Delfim Neto, símbolo do milagre econômico e, à época, o civil mais poderoso do governo federal. O suposto sequestro, que deveria ter sido em dezembro daquele ano, já havia sido referido no livro "Os Carbonários", de Alfredo Sirkis, em 1981. Antonio Roberto Espinosa, ex-comandante da Vanguarda Popular Revolucionária e da VAR-Palmares, reconheceu haver coordenado o plano, que seria de conhecimento de cinco membros da cúpula da organização, e Dilma seria um daqueles integrantes de cúpula. O sequestro não se teria consumado devido ao fato de os membros daquele grupo começarem a ser capturados semanas antes. Dilma nega peremptoriamente tivesse qualquer conhecimento do plano e duvida que alguém disso realmente se lembre, declarando que Espinosa teria fantasiado sobre o assunto. Ao tomar conhecimento das declarações que lhe foram atribuídas, entretanto, Espinosa contestou aquela informação, dizendo que nunca afirmara que Dilma teve conhecimento do plano, o que, se ocorreu, foi em termos rápidos e vagos. Afirmou, pois, que Dilma nunca participou de ações ou de planejamento de ações militares, sempre tendo uma militância somente política.
Mesmo com grande quantidade de dinheiro, a organização não conseguiu manter a unidade. Em um congresso em Teresópolis, entre agosto e setembro de 1969, teria havido grande divisão entre os "militaristas", focados na luta armada, e os "basistas", que defendiam um trabalho de massas. Dilma estava com o segundo grupo. Enquanto os primeiros se agruparam na VPR militarista, liderados por Lamarca, Dilma ficou no segundo grupo, a VAR-Palmares basista. Teria havido disputa pelo dinheiro do grande assalto e pelas armas.
Após a divisão, Dilma foi enviada a São Paulo, onde esteve encarregada de manter em segurança as armas que couberam a seu grupo. Evitando mantê-las em apartamentos sem a segurança necessária, ela e a amiga Maria Celeste Martins (décadas mais tarde, sua assessora na Casa Civil) mudaram-se para uma pensão simples na zona leste urbana, com banheiro coletivo, escondendo o arsenal debaixo da cama.

### Prisão

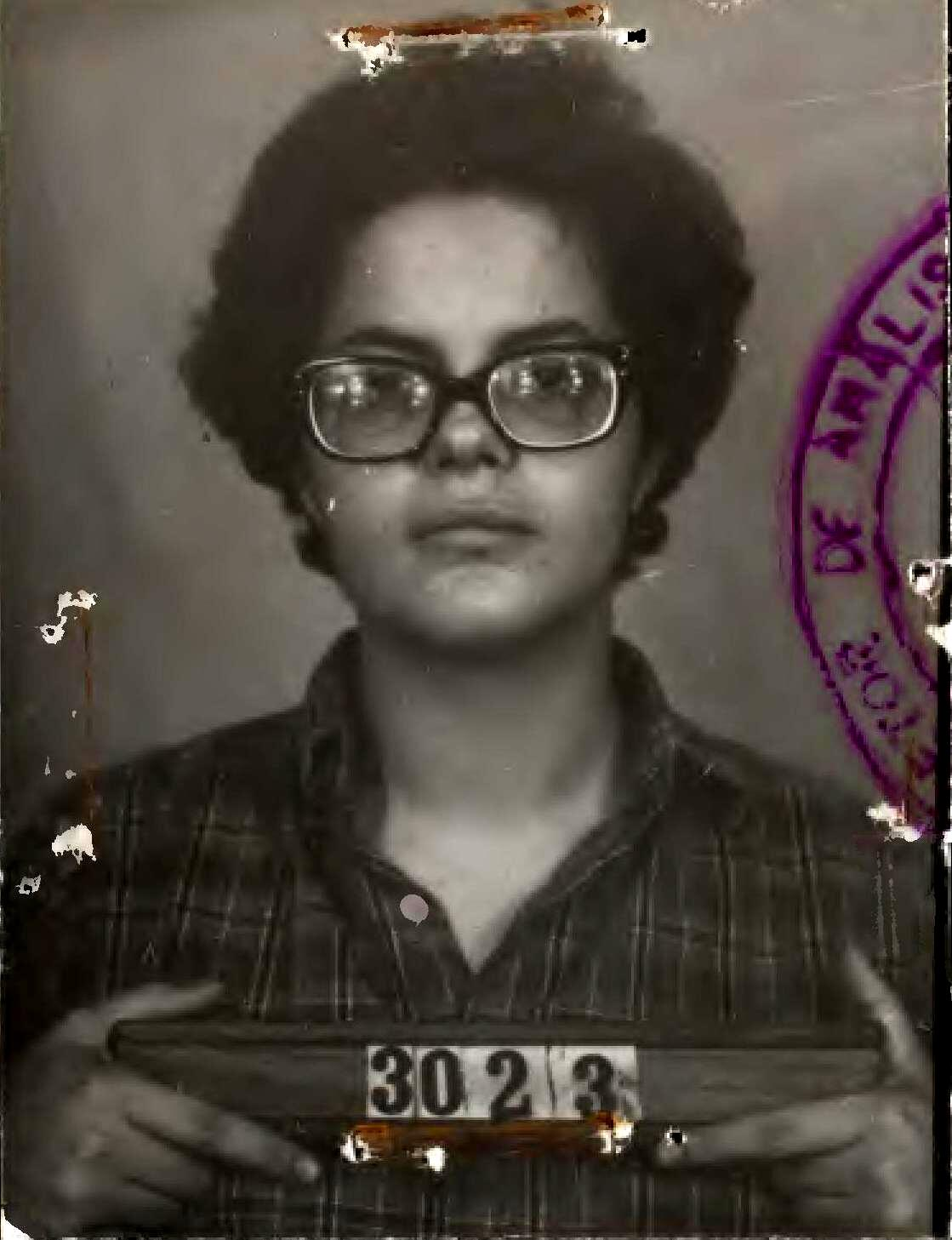
Foto da ficha de Dilma Rousseff no Departamento de Ordem Política e Social (DOPS) de São Paulo, registrada em janeiro de 1970.

Uma série de prisões de militantes conseguiu capturar José Olavo Leite Ribeiro, que encontrava-se três vezes por semana com Dilma. Conforme o relato de Ribeiro, após um dia de tortura, revelou o lugar onde se encontraria com outro militante, em um bar na Rua Augusta. Em 16 de janeiro de 1970, obrigado a ir ao local acompanhado de policiais disfarçados, seu colega também foi capturado e, quando já se preparavam para deixar o local, Dilma, que não estava sendo esperada, logo chegou. Percebendo que algo estava errado, Dilma tentou sair do local sem ser notada. Desconfiados, os policiais a abordaram e encontraram-na armada. "Se não fosse a arma, é possível que conseguisse escapar", ressalta Ribeiro.
Foi, então, levada para a Operação Bandeirante (Oban), no mesmo local onde cinco anos depois Vladimir Herzog perderia a vida. Foi torturada por vinte e dois dias com palmatória, socos, pau-de-arara, choques elétricos. Relatou Maria Luísa Belloque, uma companheira de cela:
| “ | A Dilma levou choque até com fiação de carro, fora cadeira do dragão, pau-de-arara e choque pra todo lado. | ” |

No meio militar, há quem veja o relato de Dilma com ironia e descrédito, especialmente quanto à possibilidade de alguém sobreviver a vinte e dois dias de tortura. Posteriormente, Dilma denunciou as torturas em processos judiciais, inclusive dando nome de militares que participaram dos atos, como o capitão do Exército Benoni de Arruda Albernaz, referido por diversas outras pessoas. Ainda que tenha revelado o nome de alguns militantes, conseguiu preservar Carlos Araújo (que só viria a ser preso vários meses depois) e sua ajudante no recolhimento das armas, Maria Celeste Martins. Seu nome estava numa lista, encontrada na casa de Carlos Lamarca, com presos a que se daria prioridade para serem trocados por sequestrados, mas nunca foi trocada e cumpriu a pena regularmente.

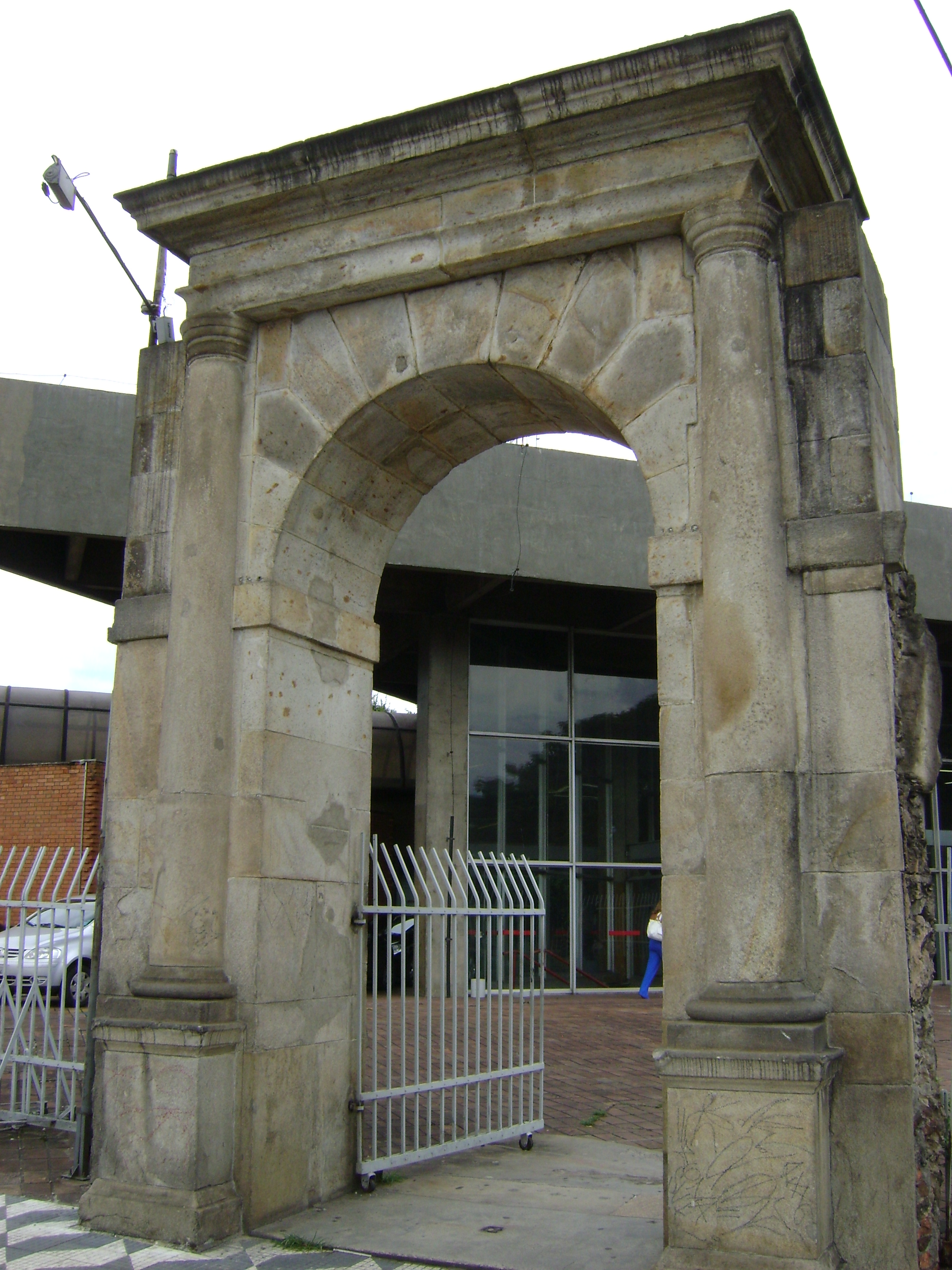
Portal do presídio Tiradentes, onde Dilma foi presa. Ao ser demolido, preservou-se o portal, que foi tombado "pelo valor simbólico que representa na luta contra o arbítrio e a violência institucionalizadas em nosso país em passado recente".

Carlos Araújo foi preso em 12 de agosto de 1970. Durante o período em que Dilma esteve presa, Araújo teve um rápido romance com a atriz e então simpatizante da organização Bete Mendes. Ao ser preso, encontrou-se com Dilma em algumas ocasiões, nos deslocamentos relativos aos processos militares que ambos respondiam. Ficaram alguns meses no mesmo presídio Tiradentes, em São Paulo, inclusive com visitas íntimas, onde se reconciliaram, planejando reatarem a vida conjugal após a prisão.
Em dezembro de 2006, a Comissão Especial de Reparação da Secretaria de Direitos Humanos do Estado do Rio de Janeiro aprovou pedido de indenização por parte de Dilma e de outras dezoito pessoas, presas em dependências de órgãos policiais do governo estadual paulista na década de 1970. Em seu processo, foi fundamental o depoimento de Vânia Abrantes, que esteve com ela na mesma viatura policial em uma viagem de São Paulo para o Rio de Janeiro (Vânia era a companheira de Carlos Araújo quando ele e Dilma começaram seu relacionamento). Pediu ainda indenização nos estados de São Paulo e Minas Gerais, pois além de ter sido presa em São Paulo, fora levada a interrogatório em Juiz de Fora e no Rio de Janeiro. Também pediu indenização ao governo federal. Nos três estados, as indenizações fixadas em lei, somadas, podem chegar a 72 mil reais. Conforme a assessoria de Dilma, os pedidos tem um caráter simbólico, além do que teria solicitado que os processos só fossem julgados após seu afastamento dos cargos públicos.
No dia 5 de abril de 2009, a Folha de S.Paulo publicou, ao lado de uma reportagem sobre o suposto plano da VAR-Palmares para sequestrar o então ministro Antonio Delfim Netto, uma falsa ficha criminal de Dilma Rousseff, que o jornal alegou ter obtido junto ao arquivo do Departamento de Ordem Política e Social (DOPS). Diante da contestação de Dilma, que apresentou inclusive perícias comprovando a fraude, o jornal admitiu, então, não ter obtido a ficha da parte do DOPS, mas via e-mail, declarando, pois, simplesmente "não poder atestar sua veracidade". A ficha está disponível no site Ternuma.
Dilma foi condenada em primeira instância a seis anos de prisão. Havendo cumprido três anos, o Superior Tribunal Militar reduziu, então, a condenação a dois anos e um mês. Teve também seus direitos políticos cassados por dezoito anos.
| “ | Eu não vou esconder o que eu fui e não tenho uma avaliação negativa. (…) Tenho uma visão bastante realista daquele período. Eu tinha 22 anos, era outro mundo, outro Brasil. Muita coisa a gente aprendeu. Não tem similaridade o que acho da vida hoje. | ” |

### Mudança para Porto Alegre

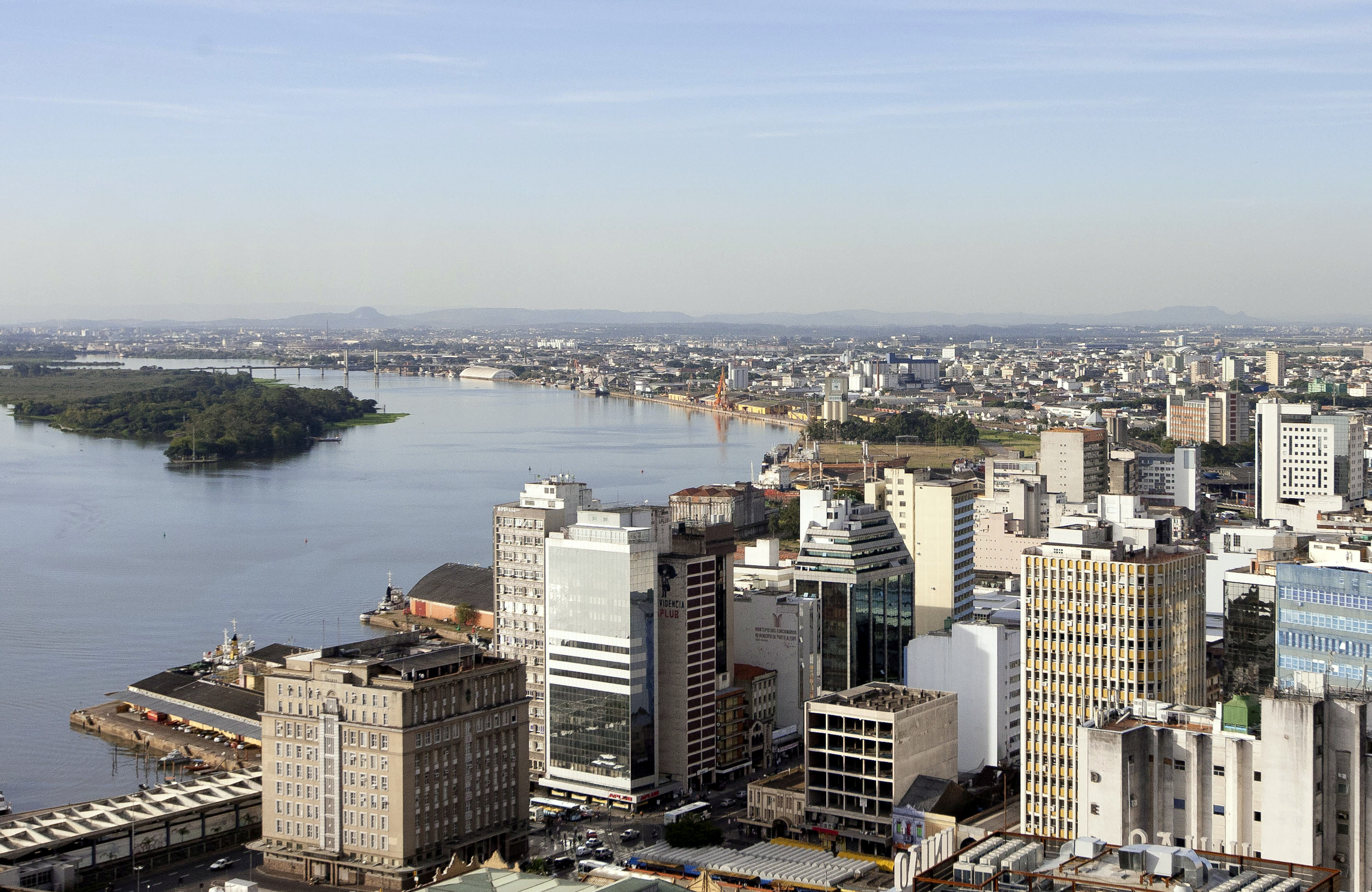
Foi em Porto Alegre que Dilma iniciou sua carreira pública, cidade em que se radicou para acompanhar Carlos Araújo, três vezes eleito deputado estadual.

Dilma saiu do Presídio Tiradentes no fim de 1972, com 57 kg, dez quilos mais magra e com uma disfunção na tireoide. Havia sido condenada em alguns processos e absolvida em outros. Passou um período com sua família, em Minas Gerais, para se recuperar, algum tempo com uma tia, em São Paulo, e mudou-se para Porto Alegre, onde Carlos Araújo cumpria os últimos meses de sua pena. Ficou na casa dos sogros, de onde avistava o presídio onde estava Araújo. Dilma visitava-o com frequência, levando jornais e até livros políticos, disfarçados de romances. Desativado o Presídio da ilha das Pedras Brancas, Araújo cumpriu o restante da pena no Presídio Central. O prestigiado advogado Afrânio Araújo, pai de Carlos, faleceu em junho de 1974, o que levou amigos juristas a pressionarem solução para a prisão de Carlos, que acabou libertado uma semana depois.
Ficou grávida em 1975 enquanto cursava a graduação e em março de 1976 nasceu sua única filha, Paula Rousseff Araújo. Sua primeira atividade remunerada, após sair da prisão, foi a de estagiária na Fundação de Economia e Estatística (FEE), vinculada ao governo do Rio Grande do Sul.
A sua militância política, desta vez dentro da legalidade, foi reiniciada no Instituto de Estudos Políticos e Sociais (IEPES), ligado ao então único partido legalizado de oposição, o Movimento Democrático Brasileiro (MDB). Mesmo não tendo se filiado ao partido, Dilma organizava debates no instituto, que recebia palestras de intelectuais como Francisco de Oliveira, Fernando Henrique Cardoso e Francisco Weffort. Em 1976, Araújo e Dilma trabalharam na campanha a vereador de Glênio Peres, pelo MDB. Embora eleito, Peres foi cassado por denunciar torturas em um discurso. Em novembro de 1977, o nome de Dilma foi divulgado no jornal O Estado de S. Paulo como sendo um dos 97 subversivos infiltrados na máquina pública. A relação havia sido elaborada pelo então demissionário Ministro do Exército, Sílvio Frota, que havia resumido os antecedentes políticos dos listados. Dilma, qualificada como militante da VAR-Palmares e do COLINA e "amasiada com o subversivo" Carlos Araújo, foi, em consequência, exonerada da FEE, sendo, contudo, anistiada mais tarde.

## Formação acadêmica
Punida por subversão, de acordo com o Decreto-lei 477 (considerado o "AI-5 das universidades"), ela havia sido expulsa da Universidade Federal de Minas Gerais e impedida de retomar seus estudos naquela universidade em 1973, o que levou Dilma a prestar vestibular para Economia na Universidade Federal do Rio Grande do Sul. Graduou-se em 1977, não tendo participado ativamente do movimento estudantil.
A partir de 1978 Dilma passou a frequentar a Universidade Estadual de Campinas, com intenção de cursar mestrado. Nessa época, participava de um grupo de discussão em São Paulo com outros ex-integrantes da VAR-Palmares, dentre os quais Rui Falcão, Antonio Roberto Espinosa, seu companheiro de prisão e, eventualmente, Carlos Araújo. Com reuniões trimestrais, o grupo durou cerca de dois anos, lendo obras de Marx, Poulantzas e Althusser, discutindo o melhor momento de retomar a atividade política. Sobre a polêmica a respeito de sua titulação, Dilma declarou que "Fiz o curso de mestrado, mas não o concluí e não fiz dissertação. Foi por isso que voltei à universidade para fazer o doutorado. E aí eu virei ministra e não concluí o doutorado." A universidade informa que ela nunca se matriculou oficialmente no mestrado.

### Titulação
O sítio oficial da Casa Civil informava erroneamente que Dilma era mestre em teoria econômica pela Unicamp e, também, doutoranda em economia monetária e financeira pela mesma universidade. Na Plataforma Lattes, Dilma estava identificada como mestra, com título obtido em 1979, e doutoranda em ciências sociais aplicadas desde 1998. Conforme as informações da Unicamp, Dilma cumpriu os créditos (cursara as disciplinas e demais requisitos) referentes aos cursos, mas não defendeu as teses, não obtendo assim os títulos. A assessoria de imprensa da Casa Civil reconheceu que havia informado errado a titulação da ministra, corrigindo-a, primeiro, para "cursou mestrado e doutorado pela Unicamp" e, após, para "foi aluna de mestrado e doutorado em ciências econômicas pela Unicamp, onde concluiu os respectivos créditos".
A assessoria de imprensa informa que Dilma foi, realmente, aluna do curso de pós-graduação stricto sensu (mestrado) em ciências econômicas naquela instituição entre março de 1978 e julho de 1983, havendo cumprido os créditos exigidos, mas não tendo defendido a dissertação, pois assumira a Secretaria Municipal da Fazenda de Porto Alegre. O doutorado também não teria sido concluído por ter ela assumido outro cargo político (ocupou a Secretaria de Minas, Energia e Comunicações do Rio Grande do Sul de 1999 a 2002 e em seguida foi nomeada Ministra de Minas e Energia).